# 더 이블 오브 프랑켄슈타인
더 이블 오브 프랑켄슈타인(The Evil Of Frankenstein)은 영국에서 제작된 프레디 프란시스 감독의 1964년 SF, 공포 영화이다. 피터 커싱 등이 주연으로 출연하였고 안소니 힌즈 등이 제작에 참여하였다.

## 출연

### 주연
- 피터 커싱
- 피터 우드토프

### 조연
- 던컨 라몽
- 샌더 엘스
- 케이티 와일드
- 데이비드 허크슨
- 제임스 맥스웰
- 하워드 구니
- 안소니 블랙쇼
- 데이빗 콘빌
- 카론 가드너
- 토니 아피노
- 티모시 베이트슨
- 프랭크 포시스
- 제임스 가필드
- 스티븐 거레이
- 패트릭 호건
- 케네스 코브
- 데릭 마틴
- 마리아 팰머
- 윌리엄 핍스
- 트레이시 스트랫포드
- 앨리스터 윌리엄슨